# Josep Maria Domènech i Fargas
Josep Maria Domènech i Fargas   (Terrassa, 4 de gener de 1925 - Terrassa, 19 d'abril de 2019) va ser un geògraf català. En la dècada dels anys 1940 participà a Terrassa en el Grup Sardanista, en la Institució Ambrosiana i en la Comissió Abat Oliba. Ha estat membre des del 1971 de la comissió permanent de les Assemblees Intercomarcals d'Estudiosos, fòrum anual d'erudits locals que ha contribuït a modernitzar i revitalitzar.
Col·laborà amb Marian Galí, Salvador Cardús i Josep Rigol per a aconseguir l'adquisició del castell cartoixa de Vallparadís per part de l'Ajuntament de Terrassa, i la seva reconstrucció i conversió en Museu. El 1950 participa en l'organització dels actes del XV centenari del bisbat d'Ègara. Des del 1965 és membre de la Junta de Museus de Terrassa, de la qual fou secretari i des d'on contribuí a la compra i habilitació de la Casa-museu Alegre de Sagrera i a la constitució del seu fons museïstic. Des del 1972 és membre de la Fundació Bosch i Cardellach de Sabadell, el 1982 fou nomenat patró i més tard vicepresident de la Fundació Salvador Vives i Casajuana.
El 1986 fou nomenat terrassenc de l'any, el 2001 va rebre el Premi d'Actuació Cívica de la Fundació Lluís Carulla, i l'any 2012 va rebre la Medalla d'honor de la ciutat que atorga l'Ajuntament de Terrassa.